# Angelo de Mojana di Cologna

Großmeisterwappen von Angelo de Mojana dei Signori di Cologna

Angelo de Mojana dei Signori di Cologna (* 13. August 1905 in Mailand; † 17. Januar 1988 in Rom); war vom 8. Mai 1962 bis zu seinem Tod der 77. Großmeister des Malteserordens.

## Leben
Mojana wurde 1940 in den Orden aufgenommen und legte 1957 die ewigen Gelübde ab. Damit wurde er Professritter und Mönch im Sinne des Kirchenrechtes.
Mojana wurde 1987, 25 Jahre nach der Wahl zum Großmeister, durch Papst Johannes Paul II. als Ritter in den Christusorden aufgenommen, dies ist die höchste vatikanische Auszeichnung und wurde seitdem nicht mehr verliehen.

## Auszeichnungen
- 1977: Collane des Päpstlichen Piusordens[1]
- Collane des Verdienstordens der Italienischen Republik
- Orden vom Goldenen Vlies
- 1983: Collane des Ordens des Infanten Dom Henrique
- Großkreuz des Ordens der Krone von Italien
- Großkreuz des Ordens der hl. Mauritius und Lazarus
- Annunziaten-Orden
- 1987: Päpstlicher Christusorden
- 1967: Großkreuz des Portugiesischen Christusordens